# Landstrasse

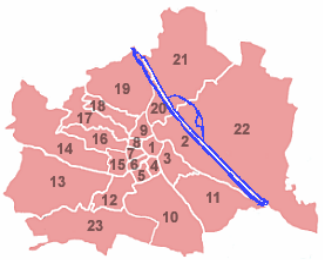
Wiens distrikt. Landstrasse har nummer 3.

Landstrasse (även skrivet Landstraße) är ett distrikt (tyska: Gemeindebezirk) i Österrikes huvudstad Wien. Wien är indelat i 23 distrikt och Landstrasse har distriktsnummer 3. Genom stadsdelen går Landstrasser Hauptstrasse, som är dess huvudgata. I distriktet ligger också Schloss Belvedere och Hundertwasserhaus.
Antalet invånare är 90 200.